# 梅利尼基 (舊維日夫卡區)
51°24′55″N 24°26′44″E / 51.41528°N 24.44556°E
梅利尼基（烏克蘭語：Мельники），是烏克蘭的村落，位於該國西部沃倫州，由科韋利區負責管轄，始建於1508年，面積0.76平方公里，海拔高度164米，2001年人口57，人口密度每平方公里74.71人。